# Teleterebratus bytinskii
Teleterebratus bytinskii är en stekelart som beskrevs av Trjapitzin och Svetlana N. Myartseva 1994. Teleterebratus bytinskii ingår i släktet Teleterebratus och familjen sköldlussteklar.
Artens utbredningsområde är Israel. Inga underarter finns listade i Catalogue of Life.